# 메시에 58
메시에 58(NGC 4579)는 처녀자리에 있는 막대나선은하이다. 1779년 4월 15일 샤를 메시에가 발견하여 메시에 천체 목록에 추가했다.
M58는 지구에서 약 6,800만 광년 떨어져 있으며, 시직경은 약 5.9 × 4.7분이다. 겉보기 등급은 +10.5 등급이고, 처녀자리 은하단에서 가장 밝은 은하이다.

## 초신성
M58에서는 초신성 SN 1988A와 SN 1989M 이 발견되었다.

## 같이 보기
- 메시에 천체 목록
- 메시에 91
- 메시에 95
- 메시에 109
- 메시에 100